# Aviation Combat Element
La Aviation Combat Element (ACE) è la componente aerea della Marine Air Ground Task Force (MAGTF) del corpo dei Marines degli Stati Uniti d'America. Essa fornisce elicotteri, velivoli ad elica rotante e ad ala fissa, piloti, addetti alla manutenzione, assetti di comando e controllo ai vari comandi.

## Ruolo all'interno della MAGTF
Il maggiore uso degli aerei all'interno della MAGTF è il Close Air Support o trasporto per la Ground Combat Element (GCE) e per la Logistics Combat Element (LCE), tuttavia, altre missioni specializzate sono disponibili. Le sei principali funzioni includono: supporto alla manovra, guerra antiaerea, bombardamento tattico, guerra elettronica, comando e controllo, e ricognizione aerea.

## Organizzazione
La dimensione di una ACE varia in proporzione della dimensione della MAGTF. Una Marine Expeditionary Force ha un Marine Aircraft Wing (MAW). Una Marine Expeditionary  Brigade ha un Marine Aircraft Group (MAG) rinforzato con vari squadroni aerei e personale di supporto. Le varie Marine Expeditionary Unit comandano uno squadrone rinforzato con varie tipi di velivoli misciate in sola unità (conosciuta come squadrone composto).
Le unità aeree sono organizzate in:
- squadroni di 6-15 aerei suddivisi in 7-8 sezioni, comandati da un Tenente Colonnello.
- gruppi di 4-6 squadroni, comandati da un Colonnello.
- stormi di 3 o più, comandati da un Maggiore Generale.

I quattro stormi aerei dei marine sono:
- 1st Marine Aircraft Wing, con sede alla Marine Corps Base Camp Smedley D. Butler, Okinawa, Giappone
- 2nd Marine Aircraft Wing, con sede alla Marine Corps Air Station Cherry Point, Carolina del Nord
- 3rd Marine Aircraft Wing, con sede alla Marine Corps Air Station Miramar, California
- 4th Marine Aircraft Wing, unità di riserva con il quartier generale a New Orleans, Louisiana, con unità sparse in tutti gli Stati Uniti.